# Risco de la Concepción
Risco de la Concepción är en bergstopp i Spanien.   Den ligger i provinsen Provincia de Santa Cruz de Tenerife och regionen Kanarieöarna, i den sydvästra delen av landet, 1 800 km sydväst om huvudstaden Madrid. Toppen på Risco de la Concepción är 382 meter över havet. Risco de la Concepción ligger på ön Isla de La Palma.
Terrängen runt Risco de la Concepción är varierad. Havet är nära Risco de la Concepción österut.  Närmaste större samhälle är Santa Cruz de la Palma, 1,8 km nordost om Risco de la Concepción. 